# سوپر جام فوتبال تهران

## پیشینه

### نخستین دوره
نخستین دوره این جام با حضور هشت تیم برگزار شد که در نهایت با قهرمانی سایپا پایان یافت. در میانه‌های برگزاری این جام اعلام شد که دو تیم پاس و پرسپولیس در فینال جام آزادگان ۱۳۷۱ حاضر بودند به صورت خودکار جواز حضور در جام آزادگان ۱۳۷۲ را کسب کرده‌اند و حضورشان در این جام تشریفاتی‌ست. مهم‌ترین حادثه این جام رتبه نازل تیم استقلال، هفتم از بین هشت تیم بود که باعث شد این تیم نتواند جواز حضور در جام آزادگان ۱۳۷۲ را کسب کند. بعدها به نحوه برگزاری این جام انتقادات بسیاری شد چرا که تیم‌های پاس و پرسپولیس که جواز حضور در جام آزادگان ۱۳۷۲ را داشتند باز هم در این جام حاضر بودند. تیم پاس که قهرمان جام آزادگان ۱۳۷۱ شده بود در این جام به رتبه هشتم رسید.

### دومین دوره
دومین و آخرین دوره سوپر جام تهران در بهار ۱۳۷۳ و با حضور هفت تیم برگزار شد و با قهرمانی استقلال پایان یافت تا این تیم جواز حضور در جام آزادگان ۱۳۷۳ را کسب کند.

### سرنوشت
طرح سهمیه‌بندی جام آزادگان بر اساس استان‌ها در سال ۱۳۷۳ لغو شد و برگزاری این جام نیز بعد از تنها دو دوره به کنار گذاشته شد تا تنها دو تیم سایپا و استقلال به عنوان قهرمانان این جام کوتاه مدت شناخته شوند.

## فهرست قهرمانان
| سال  | قهرمان  | نایب قهرمان |
| ---- | ------- | ----------- |
| ۱۳۷۱ | سایپا   | کشاورز      |
| ۱۳۷۳ | استقلال | کشاورز      |